# The Midnight Chase
Albums de Crucified Barbara
'Til Death Do Us Party
(2009) In the Red
(2014)
Singles
1. Into the Fire
Sortie : 23 mars 2012

The Midnight Chase est le troisième album studio du groupe de hard rock/heavy metal suédois Crucified Barbara. Il est sorti le 28 mai 2012 sur le label suédois GMR Music Group /Verycords.

## Historique
Il est enregistré à Göteborg dans les Music A Matic Studios et produit par Chip Kiesbye (Sator, The Hellacopters, Millencolin, etc.). Il se classa à la 51e place des charts suédois. Les titres Crucifier, Into the Fire (unique single tiré de l'album) et Rock Me Like The Devil feront l'objet d'un clip vidéo.
La tournée de promotion de l'album verra le groupe se produire pour la première fois au Brésil (cinq dates), aux États-Unis et au Canada (29 dates)

## Liste des titres
- Tous les titres sont signés par le groupe.

| 1.    | The Crucifer            | 3:26 |
| 2.    | Shut Your Mouth         | 4:04 |
| 3.    | Into The Fire           | 3:40 |
| 4.    | Rules And Bones         | 4:46 |
| 5.    | Everything We Need      | 3:18 |
| 6.    | If I Hide               | 4:23 |
| 7.    | Rock Me Like The Devil  | 3:47 |
| 8.    | Kid From The Upperclass | 4:06 |
| 9.    | The Midnight Chase      | 4:05 |
| 10.   | Count Me In             | 5:00 |
| 11.   | Rise And Shine          | 4:55 |
| 45:30 |                         |      |

## Musiciennes
- Mia Coldheart: chant, guitare solo et rythmique
- Klara Force: guitare rythmique, chœurs
- Ida Evileye: basse, chœurs
- Nicki Wicked: batterie, percussions, chœurs

## Charts
Charts album
| Pays  | Durée du classement | Meilleur classement | Réf.  |
| ----- | ------------------- | ------------------- | ----- |
| Suède | 1 semaine           | 51e                 | [ 2 ] |